# Jean-Nicolas Bouilly

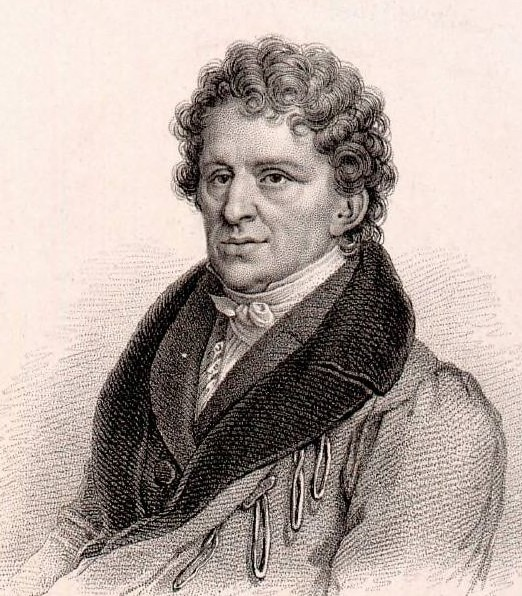
Jean-Nicolas Bouilly.

Jean-Nicolas Bouilly, född den 23 januari 1763, död den 24 april 1842, var en fransk dramatisk författare. 
Bouilly var först advokat i Paris, men ägnade sig sedan helt och hållet åt författarverksamhet. 1790 uppträdde han med ett dramatiskt försök, Pierre le grand (med musik av Grétry), hållet i revolutionär anda. 
Som municipaltjänsteman och allmän åklagare under revolutionen iakttog han hovsamhet och verkade ivrigt för införande av folkskolor i Frankrike. Bouilly är en mycket moralisk och inte så litet känslosam författare.

### Dramatik
- L'Abbé de l'Épée (1795) (Abbé de l'Épée eller Den döfve och dumbe, översättning Andreas Widerberg, Kumblin, 1801)
- René Descartes (1796) (Descartes, översättning J. D. Valerius, 1802)
- Les deux journées, ou le porteur d'eau (1800, med musik av Cherubini) (Vattendragaren, översatt av E. U. Nordforss, 1803)
- Fanchon la vielleuse (1803; tillsammans med Marie Joseph Pain) (Fanchon, eller Lyrspelerskan, översättning Johan Eric Remmer, Fr. B. Nestius, 1820) ["Uppförd första gången på kongl. stora teatern den 28 oktober 1822" (titelblad till 2. uppl., 1822). Med musik av Friedrich Heinrich Himmel)]
- Une folie (1803) (Målaren och modellerna, 1804, med musik av Méhul) (Ungdom och dårskap eller list mot list, 1814, med musik av Du Puy)
- Le désastre de Lisbonne (1804)
- Leonore, ou l'amour conjugal (1804) (Fidelio, 1832, med musik av Beethoven) (Fidelio: opera i två akter, översatt till tyska av Joseph Sonnleithner; ändrad av Georg Friedrich Treitschke; översättning av Bernhard Crusell, Bonnier, 1865)
- Madame de Sévigné (1805)
- L'intrigue aux fenêtres' (Intrigen i fönstren, 1807, med musik av Isouard)

### Skrifter för ungdomen (i flera länder använda i undervisningen i franska)
- Contes à ma fille (1809) (Berättaren: en bok för barn och ungdom efter herr Bouilly's berättelser (anonym översättning, Elméns och Granbergs tryckeri, 1822)
- Conseils à ma fille (1811) (Råd till min dotter, i exempel utur den verkliga verlden (översättning Dorothea Dunckel, A. Gadelius, 1815-1816)

### Ej identifierade översättningar
- Gåfva till mina barn, eller En fars berättelser till bildande af sina barns förstånd och hjerta (anonym översättning, På Em. Bruzelii förlag, 1814)
- De unga fruarna: taflor af deras lefnadshändelser, tecknade efter naturen (översättning Jonas Magnus Stjernstolpe, J.A. Probsts förlag, 1824)
- Genrebilder för ungdom (anonym översättning, Flodin, 1859)
- Zizi och Zozo, de begge pudelhundarne (anonym översättning, Flodin, 1860)